# نوكيا E52
نوكيا E52 (بالإنجليزية: Nokia E52)‏ هو هاتف محمول من نوكيا يعمل بنظام سيمبيان، تم طرحه في الأسواق في 2009.

## الخصائص
- نظام التشغيل: سيمبيان